# Xian de Meigu
Le xian de Meigu (美姑县 ; pinyin : Měigū Xiàn) est un district administratif de la province du Sichuan en Chine. Il est placé sous la juridiction de la préfecture autonome yi de Liangshan.

## Démographie
La population du district était de 238 624 habitants en 2020.